# Rosamund Praeger
Sophia Rosamond Praeger (Holywood, 17 de abril de 1867-Condado de Down, 16 de abril de 1954) fue una artista, escultora, ilustradora, poeta y escritora irlandesa.

## Trayectoria
Praeger nació en Holywood, Condado de Down, Irlanda, el 17 de abril de 1867. Sus padres fueron Willem Emil Praeger y Marie Ferrar Patterson. Su padre, emigró a Belfast desde Holanda para trabajar con su tío en la empresa familiar de lino, fundada en 1860. Praeger tuvo cinco hermanos, uno de los cuales fue el naturalista Robert Lloyd Praeger. Praeger recibió su educación primaria en la escuela diurna dirigida por el ministro presbiteriano no suscriptor, reverendo Charles James McAlester. Praeger enseñaría más tarde en esta escuela.Asistió a la Sullivan Upper School, a la Belfast School of Art y a la Slade School of Art de Londres.
En la Belfast School of Art, Praeger estudió con el pintor George Trobridge y se hizo miembro del Rambler's Sketching Club en 1886. En 1888, se matriculó en la Slade School, donde estudió con Alphonse Legros y ganó una medalla de plata en dibujo. Allí entabló amistad con la también escultora Ellen Mary Rope. De 1892 a 1893, Praeger viajó a París para estudiar, animada por Legros y Rope.
Tras su estancia en París, Praeger regresó a Holywood y abrió un estudio. Tras alquilar varios estudios en Belfast, en 1914 construyó el St Brigid's Studio en Hibernia Street, donde trabajó hasta su muerte. Praeger realizó su primer gran encargo en 1907, un monumento a T. Hamilton para la Queen's University de Belfast.
Praeger escribió e ilustró libros infantiles, además de realizar ilustraciones botánicas para la obra de su hermano. Sin embargo, es más conocida por sus esculturas, realizadas principalmente en escayola, pero también en mármol, terracota y piedra. Sus obras más conocidas representan a niños en lo que a veces se describe como un estilo sentimental. Su obra más conocida, El filósofo, se expuso por primera vez en la Royal Academy de Londres en 1920, y posteriormente Praeger realizó varias copias para diversos museos.
Entre sus esculturas también se incluyen:
- "Johnny The Jig" en Holywood (entre el palo de mayo y el Priorato)
- "Fionnuala, la hija de Lir " en la escuela Causeway, cerca de Bushmills (1911-1917)
- Fundadores de Riddell Hall, Queen's University de Belfast (1926)
- Monumento a Lord Edward Carson, Catedral de Santa Ana, Belfast (1938)[5]

Praeger también modeló figuras para organismos tan diversos como el Northern Bank, la Biblioteca Carnegie de la Falls Road de Belfast y en la catedral de la Iglesia de Irlanda de Santa Ana (Belfast). Fue Presidenta de la entonces Academia del Ulster, que más tarde se convirtió en la Real Academia del Ulster.
Murió en Rock Cottage, Craigavad, Condado de Down, el 16 de abril de 1954, la víspera de su 87 cumpleaños, y fue enterrada en el cementerio Priory.

### Obras seleccionadas

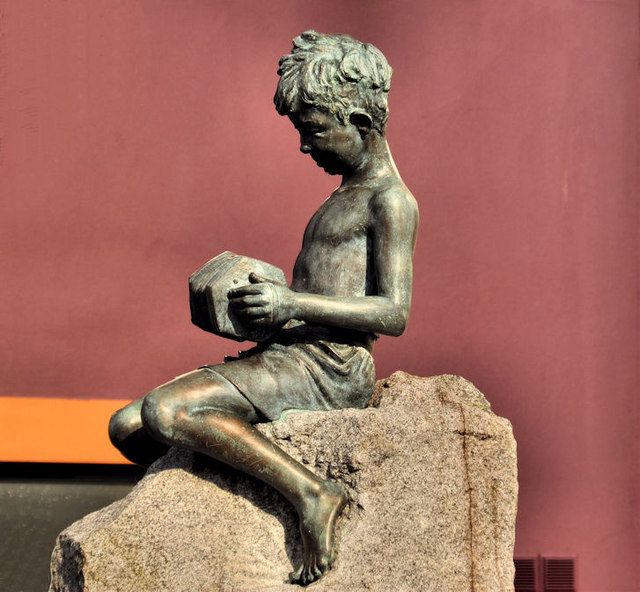
Escultura "Johnny The Jig" en Hollywood
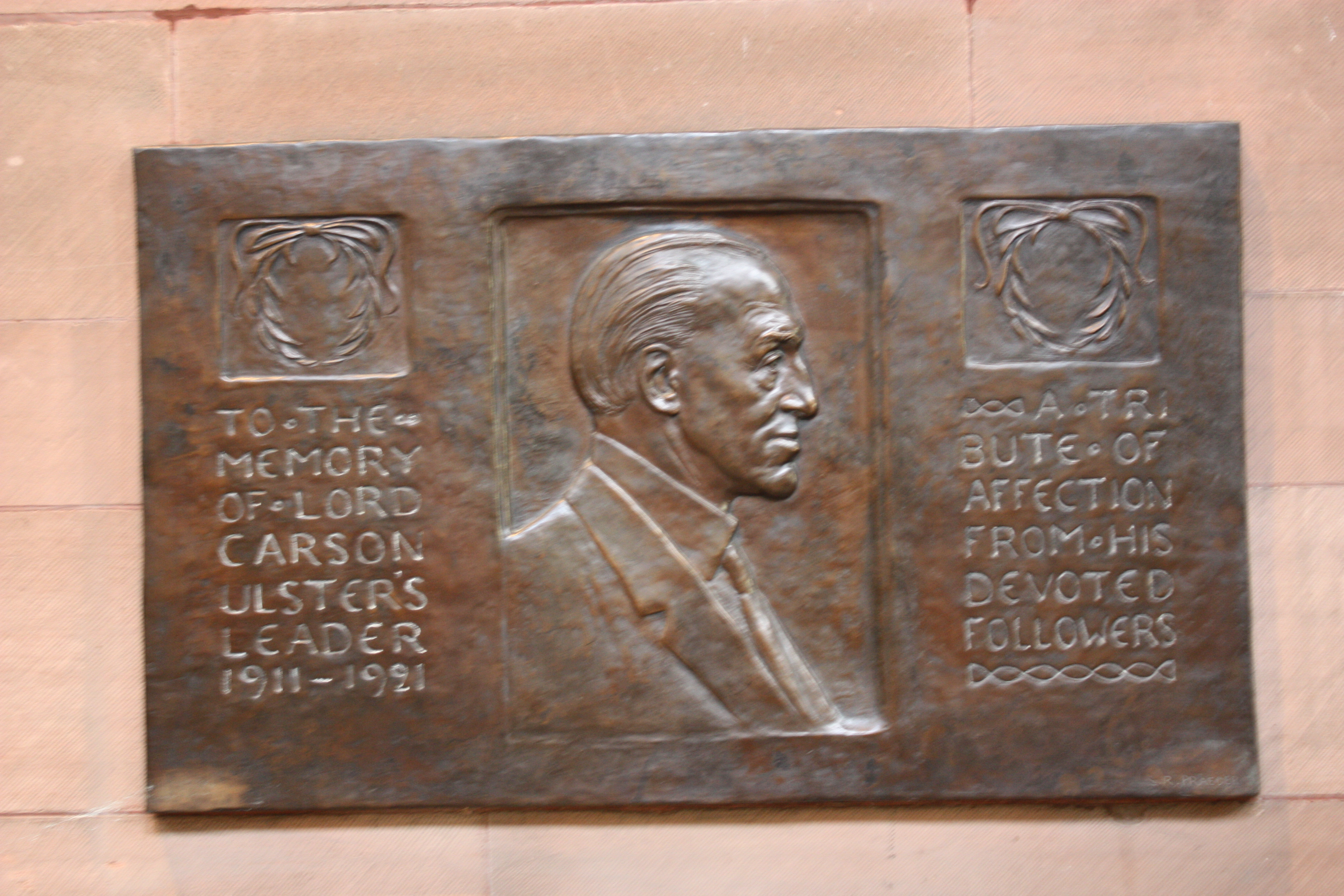
Placa conmemorativa de Lord Carson, Catedral de Santa Ana, Belfast
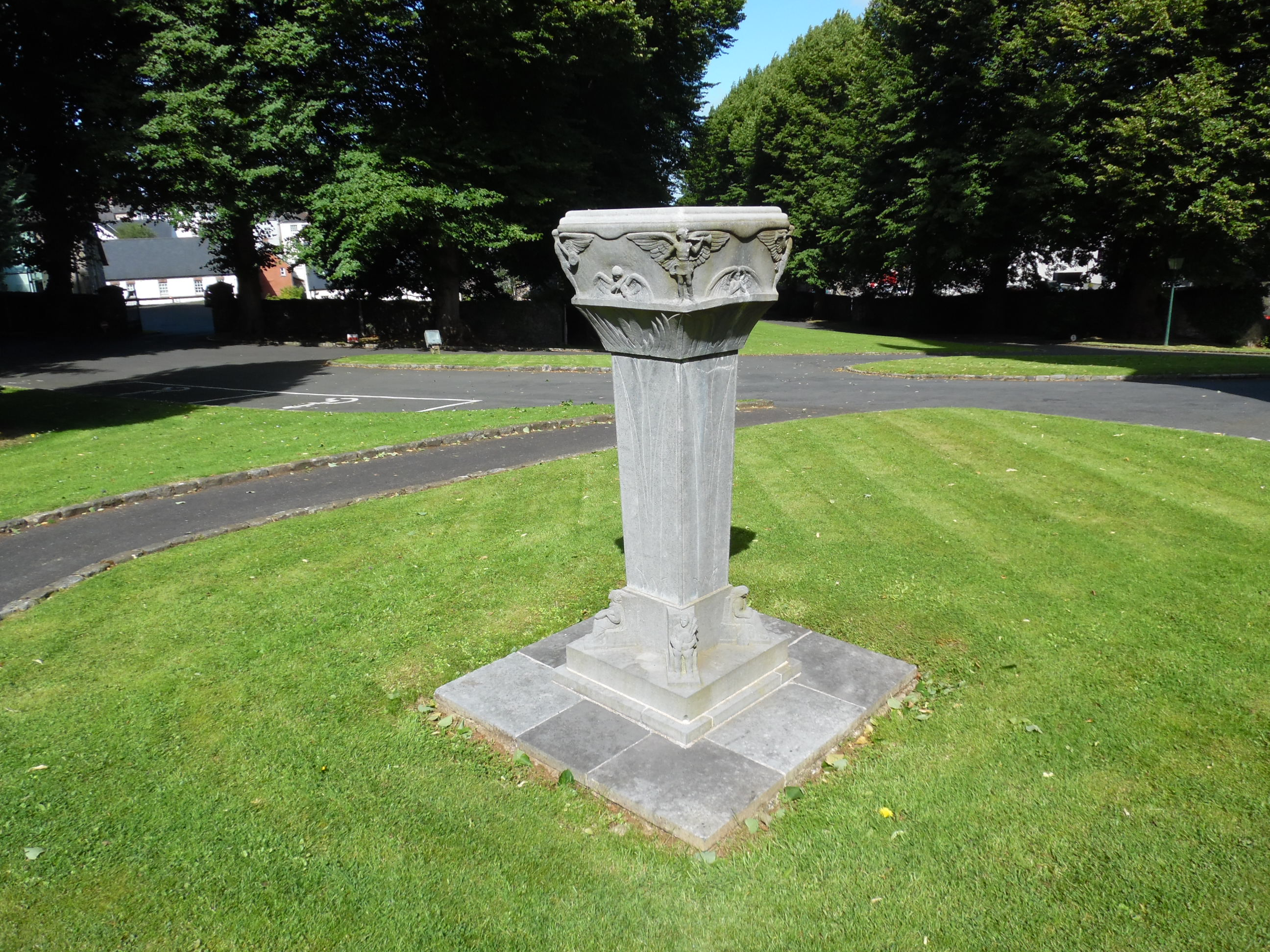
Baño para pájaros en memoria deHamilton Harty, Hillsborough
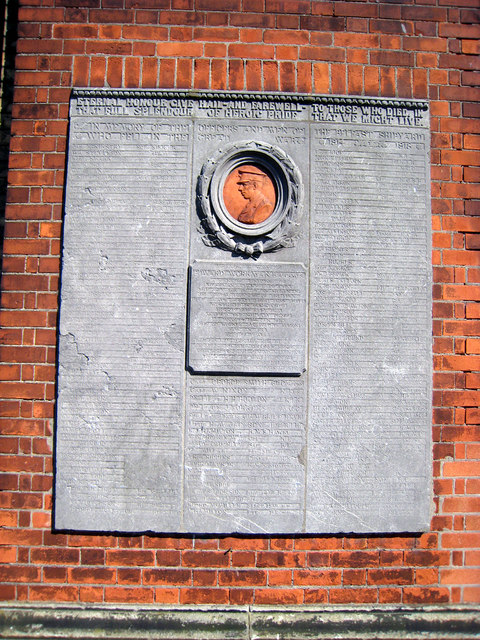
Monumento a la Primera Guerra Mundial en la Casa de Bombas de Belfast

## Premios y legado

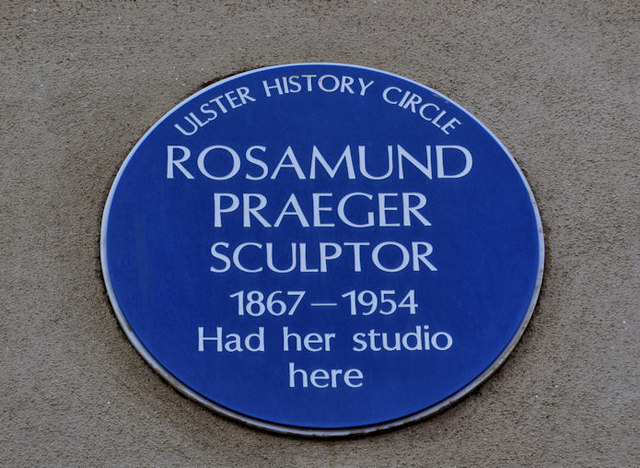
Placa del Círculo Histórico del Ulster en la ubicación del estudio de Praeger en Holywood

Praeger fue nombrada académica honoraria de la Royal Hibernian Academy en 1927, recibió un máster honorario de la Queen's University de Belfast en 1938 y en 1939 se le concedió la Orden del Imperio Británico.
La obra de Praeger forma parte de las colecciones del Museo del Ulster y de la Galería Nacional de Irlanda, así como de colecciones privadas de todo el mundo. Una casa de la Sullivan Upper School lleva el nombre de Praeger y de su hermano Robert.